# Cantón de Heuchin
El cantón de Heuchin era una división administrativa francesa, que estaba situada en el departamento de Paso de Calais y la región de Norte-Paso de Calais.

## Composición
El cantón estaba formado por treinta y dos comunas:
- Anvin
- Aumerval
- Bailleul-lès-Pernes
- Bergueneuse
- Bours
- Boyaval
- Conteville-en-Ternois
- Eps
- Équirre
- Érin
- Fiefs
- Fleury
- Floringhem
- Fontaine-lès-Boulans
- Fontaine-lès-Hermans
- Hestrus
- Heuchin
- Huclier
- Lisbourg
- Marest
- Monchy-Cayeux
- Nédon
- Nédonchel
- Pernes
- Prédefin
- Pressy
- Sachin
- Sains-lès-Pernes
- Tangry
- Teneur
- Tilly-Capelle
- Valhuon

## Supresión del cantón de Heuchin
En aplicación del Decreto nº 2014-233 de 24 de febrero de 2014, el cantón de Heuchin fue suprimido el 22 de marzo de 2015 y sus 32 comunas pasaron a formar parte del nuevo cantón de Saint-Pol-sur-Ternoise.